# Freespire
Freespire este o distribuție de Linux bazată pe Debian. Este derivat din platforma comercială Linspire OS, și alcătuit în mare parte din software liber, cu sursă deschisă. Freespire este deținut în prezent de PC/Open Systems LLC. 

Freespire 1.0 a fost bazat pe Debian, iar Freespire 2.0.8, lansată la 30 noiembrie 2007, are la bază Ubuntu 7.04. 

## Istoric
- În august 2005 un live CD creat de Andrew Betts și bazat pe codurile sursă ale Linspire OS, numit Freespire, apare pe internet în mod accidental.
- La 24 aprilie 2006, președintele Linspire Inc. și ex CEO Kevin Carmony, anunță propriul proiect Freespire. [5]
- În 2008 Xandros Inc., producătorul distribuției de Linux cu același nume, achiziționează Linspire.
- PC/Open Systems LLC cumpără Linspire de la Xandros și lansează Freespire 3.0, la 1 ianuarie 2018 versiune gratuită.

## Caracteristici
Freespire este un proiect bazat pe comunitate, și suportat de distribuția comercială Linspire. Include și unele elemente de proprietate provenite de la Linspire, cum ar fi clientul Click N 'Run (CNR).

Freespire are o serie de programe interne scrise în Haskell și OCaml, cum ar fi creatorul de imagini ISO, detecția hardware și autoconfigurarea, pachetul autobuilder și biblioteca Debian, precum și programele care gestionează CGI.

## Versiuni
| Versiune | Data de lansare   | Note                                                                               |
| -------- | ----------------- | ---------------------------------------------------------------------------------- |
| 1.0.2    | 28 iulie 2006     | Release Candidate                                                                  |
| 1.0.13   | 4 august 2006     | Versiune bazată pe Debian, Linux kernel 2.6.14 și KDE 3.3.2                        |
| 1.0.9    | 10 iulie 2007     | Release Candidate                                                                  |
| 2.0      | 7 august 2007     | Versiune bazată pe Ubuntu 7.04, Linux kernel 2.6.20 și KDE 3.5.6, CNR 7 încorporat |
| 2.0.8    | 30 noiembrie 2007 | Cu unele îmbunătățiri                                                              |
| 3.0      | 27 decembrie 2017 | Xfce desktop                                                                       |